# Barbara Morgan
Barbara Radding "Barb" Morgan (28 de noviembre de 1951) es de nacionalidad estadounidense y es junto con Christa McAuliffe la primera profesora en ser seleccionada como astronauta por parte de la NASA, bajo el cargo de Educador Especialista de Misión que forma parte del proyecto "Profesor en el Espacio". Barbara viajó al espacio a bordo del transbordador espacial Endeavour en la misión STS-118, lanzada el 8 de agosto de 2007. Morgan inicialmente entrenó como candidata de respaldo para el equipo de astronautas que viajaría en la fallida misión STS-51-L del Transbordador espacial Challenger y desde entonces Bárbara ha formado parte del Programa Espacial Estadounidense.

## Biografía
Morgan es hija del Dr. Jerry Radding. Ella vivió su niñez en Fresno, California, dónde atendió en el Liceo Hoover. Consiguió una B.A. con distinción en Biología Humana en la Universidad de Stanford en 1973, y obtuvo una credencial de maestra en la Universidad de Notre Dame de Namur en 1974.
Morgan está casada con el escritor Clay Morgan de McCall, Idaho; y tienen dos hijos. Toca flauta clásica y sus aficiones incluyen el jazz, la literatura, la excursión, la natación y el esquí cross-country.

### Carrera como profesora
Morgan inició su carrera educativa en 1974 en la reserva india Flathead, específicamente en la Arlee Elementary School de Arlee, Montana, dónde dio clases de recuperación de lectura y matemáticas. Desde 1975 a 1978, enseñó lectura y matemáticas, así como clases de segundo grado en la McCall-Donnelly Elementary School en McCall, Idaho. Desde 1978 a 1979, Morgan enseñó inglés y ciencias a estudiantes de tercero grado en el Colegio Americano de Quito en Quito, Ecuador. Desde 1979 a 1998, dio clases de segundo, tercero y cuarto grado en la McCall-Donnelly Elementary School.

## Carrera en la NASA

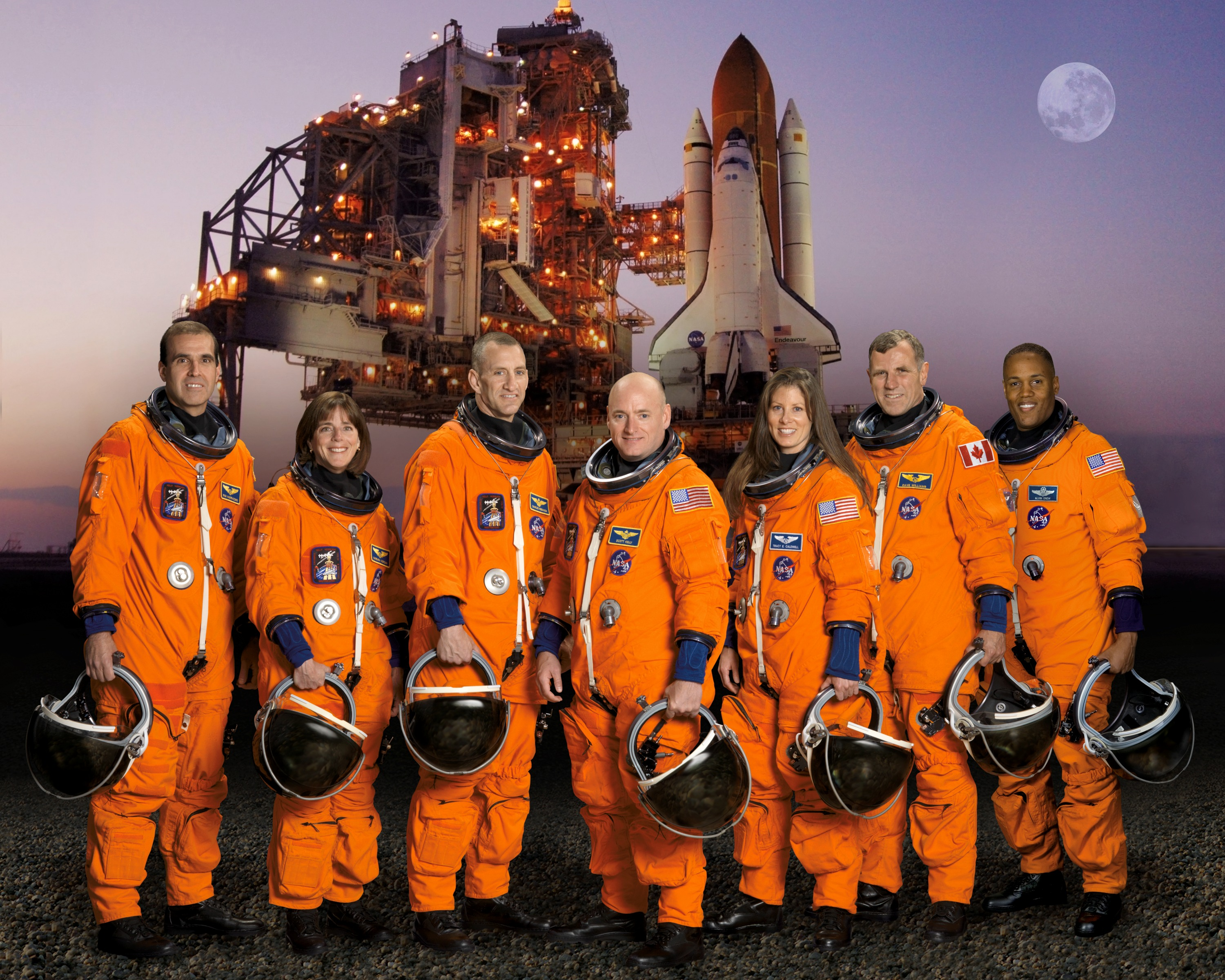
Barbara junto a sus compañeros de la NASA

Morgan fue seleccionada como candidata de respaldo a astronauta de la NASA bajo el proyecto Profesor en el Espacio el 19 de julio de 1985. Desde septiembre de 1985 a enero de 1986, Morgan entrenó junto a Christa McAuliffe y la tripulación del Challenger en el Centro Espacial Johnson de la NASA, en Houston, Texas, como respaldo en caso de que McAuliffe no pudiera llegar al lanzamiento. Luego de la muerte de la profesora McAuliffe en la fallida misión del Challenger, Morgan asumió el cargo de Delegada del Programa Profesor en el Espacio. Desde marzo a julio de 1986, trabajó con la NASA, en charlas a organizaciones educacionales a través de todo Estados Unidos. En el otoño de 1986, Morgan regresó a Idaho a continuar con su carrera como docente. Enseñó en segundo y tercer grado en la Escuela Elemental McCall-Donnelly y continuó trajando con la División de Educación de la NASA y la Oficina de Recursos Humanos y Educación. Su currículum como Delegada del Programa incluye charlas públicas, consultoría educacional, diseño de planes de estudios y servicio en la Fuerza de Tareas Federales para Mujeres y Minorías en Ciencia e Ingeniería de la Fundación Nacional de Ciencias.
Seleccionada por la NASA en enero de 1998 como la primera Educadora Astronauta, Morgan se reportó al Centro Espacial Johnson en agosto de 1998, para entrenar a tiempo completo como astronauta. Tras dos años más de entrenamiento y evaluación, fue asignada a tareas técnicas en la Rama de Operaciones de la Estación Espacial de la Oficina de Astronautas. Trabajó en el área de CAPCOM (capsule communicator) en el Control de Misión como Comunicador Primario con Tripulaciones en Órbita.
Morgan fue asignada a la tripulación de la misión STS-118, que continuó con el ensamblaje de la Estación Espacial Internacional. La misión fue lanzada exitosamente desde el Centro Espacial Kennedy en Florida aproximadamente a las 6:45 p. m. EDT, el 8 de agosto de 2007, siguiendo el legado de Christa McAuliffe. Durante su estancia en el espacio, Barbara Morgan enseñará algunas de las mismas lecciones que Christa McAuliffe expondría hace 21 años, siguiendo a la par con el mismo currículum.